# Réactions au conflit malien de 2012-2013
La guerre du Mali provoque de nombreuses réactions, tant dans la société civile malienne qu'à l'international.

## Réactions nationales

### Réactions politiques
Réunie en séance plénière le 18 janvier 2012, l'Assemblée nationale adopte une résolution condamnant les attaques menées dans le nord du Mali et réaffirmant son attachement à l’intégrité du territoire.
Le 21 janvier 2012, Ibrahim Boubacar Keïta, président du Rassemblement pour le Mali et candidat à l'élection présidentielle malienne de 2012, appelle lors d'un meeting à Mopti à l’unité nationale derrière un front républicain réunissant tous les patriotes, car « le Mali doit rester un et indivisible ». Le 29 janvier à Tombouctou, au cours de la conférence régionale du Rassemblement pour le Mali (RPM), il déclare que les attaques de Ménaka, Tessalit, Aguel'hoc, Andéramboukane et Léré, menées par le MNLA sont des « actes de trahison, par ceux-là mêmes qui ont été accueillis à bras ouverts à leur retour de Libye ». L'ancien Premier ministre, candidat à l'élection présidentielle malienne de 2012, insiste sur « la nécessité de l’union nationale derrière le Président Amadou Toumani Touré, pour vaincre la rébellion et le terrorisme ». Il préconise l'adoption d'une loi de programmation militaire pour adapter les forces armées et de sécurité aux nouvelles menaces, et l’organisation d’Assises nationales du Nord. Le 24 janvier, à Nouakchott, capitale de la Mauritanie, Soumeylou Boubèye Maïga, ministre malien des Affaires étrangères, en marge d'une réunion sur la sécurité au Sahel rassemblant des ministres de la Mauritanie, du Mali, du Niger et de l'Algérie, déclare que « l’État malien est prêt à écouter, mais il n'est pas prêt à accepter des actions qui peuvent être de nature à menacer la stabilité et la sécurité du pays, l'unité du Mali et son indivisibilité sont garanties ».
Le 4 février, le président Amadou Toumani Touré reçoit les présidents de cinq partis politiques maliens pour s'entretenir de la situation au Nord Mali avec eux. Ils soutiennent le chef de l'État dans sa gestion de la crise, appelant à ce que le conflit se résolve dans le dialogue. La délégation es constituée de Soumaïla Cissé, Dioncounda Traoré, Tiébilé Dramé et Choguel Kokalla Maïga. 
Le président a réitéré son intention de ne pas toucher au calendrier électoral. La délégation est reçue de nouveau le 10 février par le président Amadou Toumani Touré auquel ils remettent un plan d’action pour sortir de la crise au nord-Mali. Ce plan d’action est présenté lors d'une conférence de presse à la Maison de la presse de Bamako le 16 février. Il prévoit notamment un forum national pour la paix et la stabilité. Les partis politiques souhaitent le maintien du calendrier électoral, le non-respect des échéances pourraient avoir des conséquences dramatiques sur la démocratie avec l'éventualité d'un coup d'État a prévenu Dioncounda Traoré. Le 9 février, le parti d'opposition Solidarité africaine pour la démocratie et l'indépendance (Sadi) a, au cours d'une conférence de presse, réclamé la démission du président de la république Amadou Toumani Touré qu'il considère comme responsable avec son gouvernement, le Mouvement national de Libération de l’Azawad (MNLA), certains anciens militaires de Libye, AQMI et les narcotrafiquants, de la situation au nord du Mali. Il demande la nomination d'un gouvernement de quinze membres devant mettre fin à la guerre et ouvrir le dialogue avec le MNLA, assurer la sécurité dans le pays, organiser sérieusement les élections présidentielles et législatives.
Moussa Mara, candidat à l'élection présidentielle, déclare le 18 février à Ségou au cours d'une conférence de presse consacrée au thème de la sécurité « On nous a imposé une guerre, il faut donc y aller ! », promettant, s'il est élu de déployer au moins 7 000 militaires (soit le tiers des capacités de l'armée malienne) « principalement dans l’infanterie, avec une proportion appréciable de commando paras, dans l’artillerie et dans les blindés légers ». Ibrahim Boubacar Keïta a affirmé devant le deuxième congrès des jeunes du Rassemblement pour le Mali le 27 février 2012 qu'il avait « espoir de voir notre armée rétablir la sécurité sur l’ensemble du territoire, afin que les armes puissent se taire, définitivement » pour ensuite ouvrir un dialogue avec toutes les composantes de la société malienne afin de « faire le point des différents accords, pactes et autres programmes qui ont été lancés depuis 20 ans » et de redéfinir « à travers les Assises nationales du Nord, les grandes lignes d’une nouvelle gouvernance au Nord Mali ».
Cheick Modibo Diarra, président du Rassemblement pour le développement du Mali (RpDM) et candidat à l'élection présidentielle, salue, dans un communiqué de presse, les autorités et les populations des « pays frères d’Algérie, du Burkina Faso, de la Mauritanie et du Niger » pour l’accueil et l’hospitalité aux réfugiés maliens et souhaite « la cessation des hostilités pour que soient rapidement abrégées les souffrances des femmes et des enfants déplacés », soulignant que le « langage des armes est anachronique et inacceptable entre des frères qui respirent le même air et qui foulent le même sol ».
Amadou Toumani Touré, président de la république, déclare dans une interview au quotidien français Le Figaro le 15 mars 2012 que « le Mali subit les effets collatéraux de la guerre en Libye qui était devenue le magasin d'armes à ciel ouvert le plus important du monde, le moins cher et le mieux achalandé. À la chute du régime de Kadhafi, les ressortissants originaires du Mali qui avaient combattu pour l'ancien régime sont rentrés avec armes et bagages au pays de leurs ancêtres. Ces combattants aguerris sont près d'un millier. Ils sont équipés de véhicules blindés légers, d'artillerie, de canons antiaériens, de fusées SAM7, de mitrailleuses lourdes, de moyens de transmission, de munitions. Nous avons proposé d'installer ce contingent dans des zones de cantonnement en les aidant. Surarmé, le MNLA s'est jeté de manière unilatérale dans une guerre inutile ». Il se déclare ouvert au dialogue mais « il n'est pas question d'envisager une indépendance » du Nord-Mali.
Le 10 mars, le candidat de l’Union pour la république et la démocratie à l’élection présidentielle, Soumaïla Cissé, au cours de la conférence nationale des jeunes de son parti, condamne les « actes barbares perpétrés contre la République par les rebelles du MNLA » et prend l’engagement de « préserver, jusqu’à (son) dernier souffle, l’intégrité du territoire ».

#### Réactions de la société civile malienne
Le Collectif des ressortissants du nord Mali (COREN), présidé par Malick Alhousseïni Maïga, tient son assemblée générale le 26 février 2012 au centre international des conférences de Bamako en présence de deux anciens Premiers ministres Ousmane Issoufi Maïga et Ahmed Mohamed Ag Hamani, et des anciens ministres Younouss Hamèye Dicko, Amadou Abdoulaye Diallo et Mohamed Ag Erlaf. L'ordre du jour porte sur l'organisation de la solidarité en faveur des victimes de la guerre et sur le retour à la paix et à la sécurité sur l'ensemble du territoire. Le Coren adopte un plan d'action dont l'« objectif est de restaurer l’État et son autorité sur l’ensemble du territoire » nécessitant pour l'État malien de « récupérer et restaurer l’autorité dans les zones occupées et/ou évacuées ; défendre les localités sous menaces y compris en faisant la guerre aux assaillants (rebelles) ; permettre le retour des populations et assurer leur sécurité ».
Le 10 mars, « à l’appel des confessions religieuses musulmanes et chrétiennes, des représentants de plusieurs associations et coordinations dont les centrales syndicales et les familles fondatrices de Bamako », un rassemblement est organisé au Centre international de Conférences de Bamako, en présence notamment de l’Imam Mahmoud Dicko, Président du Haut conseil islamique du Mali, de Monseigneur Jean Zerbo, archevêque de Bamako et de Ahmed Mohamed Ag Hamani, ancien Premier ministre. Mahamoud Dicko a déclaré : « Nous, Forces Vives de la Nation, appelons nos compatriotes qui ont pris les armes à un cessez-le-feu immédiat et sans préalable afin de préserver des vies maliennes et d'engager, sans délai, le dialogue avec les pouvoirs publics ».
Le 17 mai 2012, Aliou Diallo  s'est adressé aux groupes armés du Nord, notamment aux Ansar Dine et MNLA, aux membres du gouvernement malien de transition ainsi qu'aux représentants du CNRDRE à travers les médias maliens. Il a lancé un appel urgent pour la paix au Mali.

### Réactions de la presse
Pour la presse malienne, les rebelles du MNLA sont qualifiés de terroristes ou de bandits armés,.
La presse malienne condamne l'attitude de la France, perçue comme une ingérence de la France et un soutien de fait au MNLA. Ainsi, le journal 26 mars affirme après les déclarations du ministre français des Affaires étrangères Alain Juppé le 7 février 2012 que la France « offense le Mali » en considérant qu'« attaquer à l’arme lourde et en surnombre de petites localités et des poignées de soldats, tuer, mutiler, voler, piller et détruire des biens publics et privés » seraient « des succès militaires ».

## Réactions africaines

### CEDEAO
Les chefs d'État et de gouvernement de la Communauté économique des États de l'Afrique de l'Ouest (CEDEAO) réunis à Abuja (Nigeria) les 16 et 17 février 2012 expriment « leurs profondes préoccupations face à la détérioration de la sécurité et de la situation humanitaire dans la région du Sahel, notamment au Mali et au Niger », condamnent la rébellion du MNLA et apportent leur « appui sans réserve aux efforts déployés par le Mali pour défendre son intégrité territoriale ».
Le 19 mars, Désir Kadre Ouedraogo, président de la Commission de la CEDEAO, a annoncé dans un communiqué que « La CEDEAO envisage, dans les prochains jours, de lancer un processus de médiation au Mali, dans le cadre d'un accord de cessez-le-feu général, qui vise à regrouper toutes les parties prenantes autour de la table des négociations pour parvenir à une solution pacifique à la crise » tout en confirmant son soutien au gouvernement malien pour « préserver sa souveraineté et son intégrité territoriale et à pérenniser l'ordre constitutionnel dans le pays ».
Le 28 mars, les chefs d’États de la Cédéao réunis à Abidjan (Côte d'Ivoire) décident, après avoir suspendu le Mali de l’organisation afin de sanctionner les putschistes, de condamner une nouvelle fois les attaques du MNLA et précise que si elles se poursuivent, « la conférence prendra toutes les mesures nécessaires pour mettre fin à la rébellion et veillera à préserver l’intégrité territoriale du Mali, y compris l’utilisation de la force ». Le président burkinabé Blaise Compaoré est nommé médiateur de la crise malienne avec pour mission « d’établir des contacts avec toutes les parties concernées en vue de les engager dans un dialogue fructueux pour le rétablissement de la paix dans le pays »,.

### Union africaine
Jean Ping, président de la commission de l'Union africaine condamne le 18 janvier 2012 « avec la plus grande fermeté » ces attaques et assure « le plein soutien de l'UA aux efforts du gouvernement malien, ainsi qu'aux mesures prises par lui, pour faire face à la situation et restaurer immédiatement la paix et la sécurité dans les zones concernées ».
Le 18 février, quatorze chefs d'État africains se réunissent à Cotonou dans le cadre d'un mini-sommet de l'Union africaine, en particulier pour aborder la situation sécuritaire au Sahel.
Boni Yayi, président du Bénin et président de l'Union africaine depuis le 30 janvier 2012 déclare à Radio France internationale le 21 février 2012 que la crise du Nord-Mali est « une conséquence de ce qui s’est passé en Libye. Mais avec des effets collatéraux vers des pays comme le Burkina, qui aujourd’hui a reçu plus de 10 000 réfugiés ; la République du Niger, plus de 23 000 réfugiés ! Avec des conséquences dramatiques sur le plan alimentaire ».

### Pays voisins
Abdelkader Messahel, ministre algérien délégué aux Affaires maghrébines et africaines, condamne le 24 janvier 2012 le recours à la violence pour porter des revendications même légitimes.
Le président du Burkina Faso Blaise Compaoré, après s’être entretenu avec le président malien Amadou Toumani Touré à l’occasion d’une conférence régionale sur l’éducation déclare le 13 février souhaiter « une dynamique de dialogue inclusive » afin que « le gouvernement malien et les parties qui ont des contestations à faire puissent s'asseoir et en parler ». Pour Djibrill Bassolé, ministre burkinabé des affaires étrangères qui a confirmé dans un entretien à Jeune Afrique le 27 février la disponibilité du président Blaise Compaoré à aider le Mali, il est nécessaire pour résoudre la crise d'avoir « une approche globale, qui implique l'ensemble des pays concernés par cette rébellion, les organisations régionales et la communauté internationale. Il faut prendre aussi en compte la nature des problèmes à résoudre : la précarité des conditions de vie des populations, le chômage, l'insécurité et les prises d'otages d'Al-Qaïda au Maghreb islamique [Aqmi], sans compter la circulation d'armes et de drogue. Aucun accord de paix ne sera durable s'il n'est pas soutenu par un programme de développement socioéconomique ».
Le 14 février, le président nigérien Mahamadou Issoufou se déclare préoccupé par la situation au Mali, notamment l’afflux de réfugié sur le territoire nigérien. Selon lui, la crise est liée à la défaite de Mouammar Kadhafi qui « a catalysé les velléités de rébellion et d'indépendance, ou au moins d'autonomie, de l'Azawad ». Il lance un appel aux rebelles en déclarant à Radio France internationale « les rébellions peuvent se justifier sous une dictature, mais quand la démocratie s’implante, se renforce, au Niger ou au Mali, personne ne doit prendre les armes, surtout quand on prend le cas du Mali. C’est dans quelques mois que le peuple malien va être consulté pour l’élection présidentielle. Il n’y a par conséquent pas de raison pour qu’une fraction du peuple malien prenne les armes. C’est pour cela que je profite de l’occasion pour lancer un appel aux compatriotes maliens de retrouver leur unité, et je lance un appel à ceux qui ont pris les armes de réfléchir. Le Mali n’a pas besoin de vivre une pareille situation avec tous les malheurs que l’on voit. Nos pays ont besoin de se consacrer au développement économique et social ».

## Réactions internationales

### Nations unies
Le 8 février 2012, Ban Ki-moon, Secrétaire général des Nations unies, préoccupé « par les combats en cours entre des groupes rebelles touaregs et les forces gouvernementales au nord du Mali » et inquiet « de l’ampleur des conséquences humanitaires de la crise, affectant notamment des victimes civiles innocentes, des milliers de personnes déplacées et de nombreuses autres personnes contraintes de trouver refuge dans les pays voisins, contribuant ainsi à aggraver une situation humanitaire déjà très critique dans la région du Sahel », condamne « l’usage de la violence à des fins politiques » et demande aux groupes rebelles de « cesser immédiatement leurs attaques et à entamer un dialogue avec le Gouvernement du Mali pour résoudre leurs griefs ».
Le 13 mars, Saïd Djinnit, représentant spécial du secrétaire général des Nations unies en Afrique de l'Ouest, déclare que « les Nations unies soutiennent les efforts en cours visant à créer les conditions pour un dialogue entre les parties » et appelle à une « cessation des hostilités pour permettre d'apporter une assistance humanitaire aux personnes déplacées au Mali et aux personnes réfugiées dans tous les pays voisins ».

### Union européenne
Pour l'Union européenne, Catherine Ashton, Haut représentant de l'Union pour les affaires étrangères et la politique de sécurité, demande « instamment toutes les parties au conflit à cesser sans délai les hostilités, et à s'engager dans un dialogue sans exclusive ». Elle salue l'appel à l'unité nationale lancé par le président Amadou Toumani Touré et souligne « son attachement à la stabilité et à l'intégrité territoriale du Mali, ainsi qu’à la paix, à la démocratie, et à la stabilité de la région ».

### Belgique
Durant une session de la Chambre des représentants de Belgique, le député controversé Laurent Louis a dénoncé l'intervention occidentale au Mali.

### France
Alain Juppé, ministre français des Affaires étrangères déclare le 7 février 2012 lors d'une intervention devant les sénateurs français que « la rébellion touarègue a remporté récemment d’importants succès militaires au nord du fleuve Niger. Quels qu’en soient les motifs, nous considérons ce recours à la force inacceptable dans une démocratie comme le Mali. Un cessez-le-feu immédiat est impératif », ajoutant « il importe de traiter la question touarègue au fond, ce qui suppose un dialogue entre Bamako et toutes les parties concernées. J’en ai fait part au président Touré. Je salue, en cet instant, son sens de l’unité nationale, qu’il a manifesté dans un discours récent, et je suis confiant dans la capacité du peuple malien à préserver son modèle démocratique ».
Dans une interview à Radio France internationale le 13 février, Henri de Raincourt, ministre français de la coopération déclare que la « France considère qu’il n’y aura pas de solution militaire, en tout cas immédiate, et que par conséquent ce qui est important c’est que les hostilités cessent le plus rapidement possible » tout en réaffirmant que « l’unité et l’intégrité territoriale du Mali doivent être préservées ».
Alain Juppé s'est rendu le 16 février à Bamako pour rencontrer le président malien Amadou Toumani Touré. Il a réaffirmé la nécessité d'un dialogue inter-malien pour sortir de la crise,.
Le vendredi 11 janvier 2013, au lendemain du franchissement de la ligne de front par des groupes islamistes, François Hollande, le président français, a confirmé que l'armée française était intervenue le jour même pour soutenir les forces armées maliennes.
Le dimanche 13 janvier 2013, le déploiement des troupes françaises continue au Mali. Une aide logistique promise par les britanniques et les américains a commencé à prendre effet et les troupes armées des pays africains limitrophes sont attendues dans les heures qui suivent,. L'aviation française a bombardé des camps d'entraînement, des entrepôts et des stocks de munitions et de carburants islamistes, à Nampala, Sévaré, Léré et Gao.

### Reste du monde
Dans une déclaration lue par son porte-parole, Vitoria Nuland, le département d’État américain condamne « les attaques perpétrées par des groupes armés contre un certain nombre de villes du nord. Ces actions entreprises par des groupes qui prétendent défendre les droits des Maliens menacent plutôt le bien-être de tous les citoyens maliens » et appelle à une reprise du dialogue. Le département américain condamne également « les attaques de représailles apparentes contre les membres des groupes ethniques liés à la situation au nord ». Mary Beth Leonard, ambassadrice américaine au Mali, annonçant le 10 février le report des manœuvres antiterroristes « Flintlock 2012 » que les États-Unis comptaient organiser avec les pays de la région, affirme que « la participation du Mali aux manœuvres Flintlock 2012 est essentielle à leur réussite et (que) nous comprenons son besoin de concentrer les efforts nécessaires à la préservation de sa sécurité ».